# راي برونسون
راي برونسون (بالإنجليزية: Ray Bronson)‏ مواليد 02 أغسطس 1887 في ويبستر سيتي - الوفاة 01 يناير 1948، كان ملاكم محترف أمريكي صنّف ضمن فئة وزن الوسط.

## إحصائيات
خاض خلال مسيرته 104 نزالا، فاز في 60 وتعادل في 25 وخسر في 19. فاز بالضربة القاضية في 22 نزالا.

## روابط خارجية
- راي برونسون على موقع بوكس ريك (الإنجليزية) (registration required)